# Museo de Sitio Flotante B.A.P. Abtao
El Museo de Sitio Flotante B.A.P. Abtao es un museo flotante creado en 2004 cuando se acondicionó el submarino de combate BAP Abtao por la Asociación de Submarinistas del Perú. 
El museo, único de su tipo en Sudamérica, recrea las funciones de los submarinos, así como las instalaciones y compartimentos de combate de la nave. Previo a su ingreso se visualiza un audiovisual sobre la historia de los submarinos en el Perú. Parte de la exhibición es una recreación de un combate naval contra naves enemigas.